# Xolotrema obstrictum
Xolotrema obstrictum är en snäckart som först beskrevs av Thomas Say 1821.  Xolotrema obstrictum ingår i släktet Xolotrema och familjen Polygyridae. Inga underarter finns listade i Catalogue of Life.